# Fulgor y muerte de Joaquín Murieta
Fulgor y muerte de Joaquín Murieta es una obra dramática de Pablo Neruda musicalizada como cantata (u ópera según otras clasificaciones) por el compositor Sergio Ortega que se presentó por primera vez en 1967 en el Teatro Antonio Varas de Santiago de Chile, bajo la dirección de Pedro Orthous.

## Guion

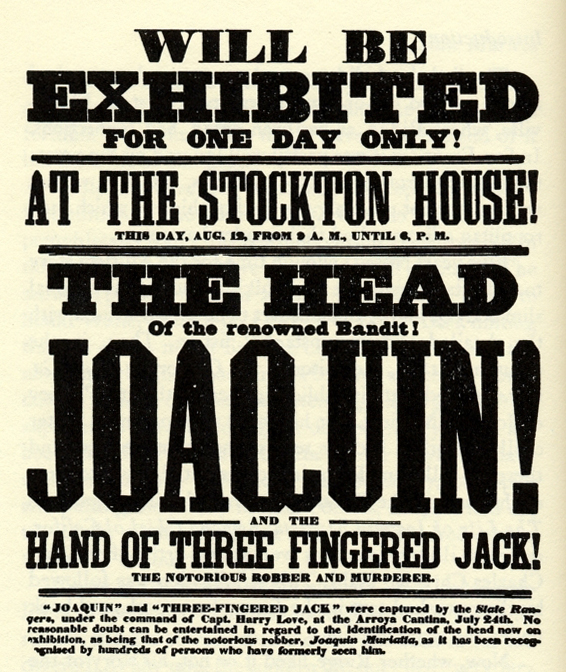
Cartel que anuncia la exhibición de la cabeza de Joaquín, probablemente, Murieta, el personaje que inspiró la obra de Neruda

La obra narra la historia de Joaquín Murieta, quien desde Valparaíso habría llegado a California aproximadamente en 1850 durante la fiebre del oro, transformándose allí en un legendario asaltante y representante de la protesta contra las condiciones laborales extremas de explotación que caracterizaban la minería de la época. El texto de Neruda, su única obra dramática, refleja la realidad compleja de la comunidad latina del siglo xix en Estados Unidos. En el contexto de la traducción de Romeo y Julieta, de William Shakespeare que realizó Neruda en 1964, el poeta se habría entusiasmado con la idea de crear una obra de teatro propia, proyecto que tres años después culminó con el estreno en el Teatro Nacional de Fulgor y muerte de Joaquín Murieta.
La obra fue publicada por la editorial Zig-Zag en 1967, con el subtítulo de Bandido chileno injusticiado en California el 23 de julio de 1853 y constituye un guion estructurado en seis partes. Neruda, quien estaba convencido de que Joaquín Murieta era un chileno nacido en Quillota y que su acta de nacimiento se había perdido en el terremoto de Valparaíso, hace partir su historia en el momento en que Murieta zarpa junto a un grupo de compatriotas desde el puerto de Valparaíso con rumbo a Estados Unidos en busca de oro. En California tiene una apasionada relación amorosa con una mujer, Teresa, quien es violada, ultrajada y brutalmente asesinada por estadounidenses. Murieta decide vengarse de ellos y roba oro para distribuirlo entre los más pobres. El legendario bandolero, por cuya captura, muerto o vivo, se ofrece una fuerte recompensa, es finalmente hallado por una banda armada que le da muerte decapitándolo.

## Primer montaje de 1967
Dirigida por Pedro Orthous, la obra reunía elementos del folclor, de la música chilena, de la danza y el ballet nacional. La escenografía estuvo a cargo de Guillermo Núñez y la coreografía fue un trabajo de Patricio Bunster. El autor de la música es el compositor Sergio Ortega, quien poco más tarde se haría muy famoso en Chile por la música del himno Venceremos y la canción El pueblo unido jamás será vencido. 
El elenco para este primer montaje reunió en el escenario a un grupo de actores de notable trayectoria: Bélgica Castro, María Cánepa, Tomás Vidiella, Alejandro Sieveking, Tennyson Ferrada, Sergio Hernández y Fernando González.  Este primer montaje fue realizado por el Instituto de Teatro de la Universidad de Chile (ITUCH) y se estrenó en momentos de gran expectación debido a que Pablo Neruda sonaba fuerte como candidato al Premio Nobel de Literatura (el que finalmente se otorgó ese año al escritor guatemalteco Miguel Ángel Asturias, mientras que Neruda tendría que esperar hasta 1971). Fue una puesta en escena que a primera vista impresionaba por su sencillez, ya que la escenografía diseñada por Núñez prescindía de decorados complejos, pero sí era muy exigente en cuanto a iluminación, a cargo de Óscar Navarro, y vestuario, de Sergio Zapata.

## Nuevas ediciones

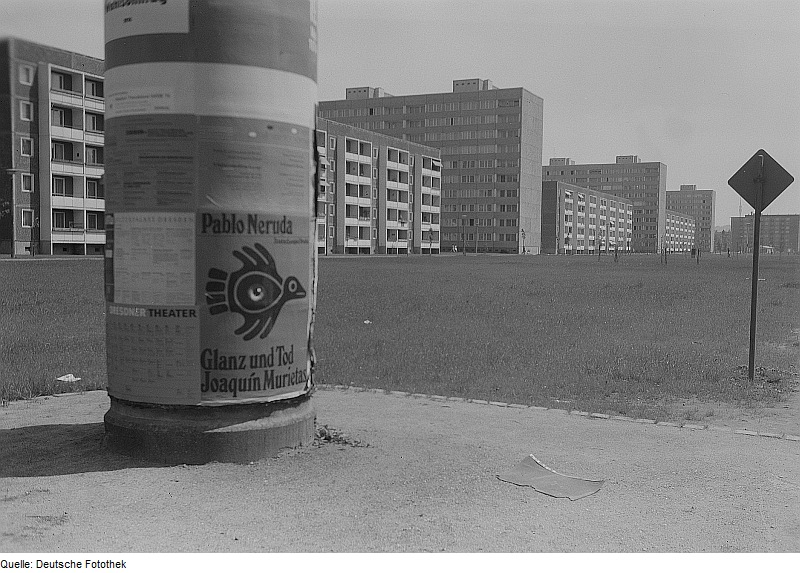
En una calle de Dresde se anuncia la presentación de la obra, en alemán: Glanz und Tod Joaquín Murietas. Foto tomada alrededor de 1975.

Durante la década de 1970 y, principalmente, tras el golpe militar en Chile de 1973 y la muerte de Pablo Neruda, la obra se presentó en distintos lugares del mundo, especialmente donde existió fuerte presencia de exiliados chilenos.
El 7 de septiembre de 1973, cinco días antes del golpe de Estado en Chile, la obra fue estrenada en Lima en montaje del Teatro Nacional Popular, órgano artístico del gobierno peruano de entonces, que apoyaba al gobierno de Salvador Allende. A partir del golpe de Estado en Chile, las funciones de JOAQUÍN MURIETA se convirtieron en actos políticos de apoyo a la izquierda chilena y en contra del nuevo régimen de Augusto Pinochet Ugarte. MURIETA se siguió presentando en el Perú durante largo tiempo, llegando a contarse más de cien funciones, tanto en el teatro La Cabaña, sede del Teatro Nacional Popular, como en distintos lugares y ocasiones --sindicatos en huelga, agrupaciones culturales de izquierda, festividades sindicales y similares.   
En diciembre de 1998 se estrenó como ópera en el Teatro Municipal de Santiago, dirigida por David Miller. En este formato y con la dirección teatral de Fernando González y Maximiano Valdés dirigiendo la Orquesta Filarmónica de Santiago, volvió a montarse en el Municipal en 2003. En esta edición, Tito Beltrán (tenor) y Marcela de Loa (soprano) asumieron los papeles protagonistas. La obra se presentó también en Finlandia, en el Festival de Ópera de Savonlinna.
En 2006, el sello La Oreja publicó en DVD un filme de Manuel Basoalto de la versión de 1998, en la que se acompaña además filmaciones históricas inéditas de ensayos en la casa del poeta para a primera puesta en escena de 1967, incluye  además fotos de la puesta en escena de 2003, una entrevista a Sergio Ortega y el making of, del montaje de 1998, entre otros contenidos de valor documental.
A 50 años de su primera publicación, la Fundación Neruda ha presentado en septiembre de 2017 una edición conmemorativa de la obra que aparte de los textos y fotos originales de la obra dramática incluye folletos y programas de los distintos lugares donde la obra se presentó: Hungría, Polonia, Alemania, España e Italia.
La Nueva Canción Chilena recogió parte de las escenas musicales y las adaptó como canciones que llegaron a ser muy populares en Chile, cantadas en particular por Víctor Jara, y más tarde en Argentina y Francia por Los Calchakis.